# Hurricane (Bob-Dylan-Lied)
Hurricane ist ein Protestlied des US-amerikanischen Musikers Bob Dylan, das im November 1975 erschien. In dem Folksong kritisierte Dylan die Ermittlungen im Fall  Rubin „Hurricane“ Carter und die darin enthaltenen rassistischen Akte.

## Entstehung und Veröffentlichung
Geschrieben wurde das Lied vom Interpreten selbst, zusammen mit dem Koautoren Jacques Levy. Für die Produktion zeichnete Don DeVito verantwortlich.
Die Erstveröffentlichung von Hurricane erfolgte im November 1975 als Single unter der Katalognummer 3-10245 bei Columbia Records. Sie umfasst zwei Teile des Liedes. Im Januar 1976 erschien der Song als Teil von Dylans 17. Studioalbum Desire (Katalognummer: CBS PC 33893).

## Hintergrund
John Artis und Rubin „Hurricane“ Carter wurden wegen dreifachen Mordes verurteilt. Dieser hatte sich 1966 im Lafayette Grill in Paterson (New Jersey) ereignet. Nachdem flächendeckend berichtet worden war, dass die Tat offenbar rassistische Hintergründe gehabt habe (die Opfer waren weiß, Carter und Artis schwarz), wurden Carter und Artis des Mordes für schuldig befunden und zu lebenslangen Haftstrafen verurteilt. 
In den folgenden Jahren wurde der Fall mehr und mehr zu einem kontrovers diskutierten Thema. So wurden die Rechtmäßigkeit der Ermittlungen und die Aussage einer angeblichen Augenzeugin in Frage gestellt. Carter beteuerte in seiner Autobiografie seine Unschuld, was schließlich zu einer Kontaktaufnahme Dylans führte.
Dieser Erfolg hatte eine medienwirksame Berichterstattung und schließlich eine Wiederaufnahme der Ermittlungen zur Folge. Carter wurde jedoch auch in der zweiten Verhandlung für schuldig befunden. Doch Dylan und seine prominenten Mitstreiter gaben nicht auf und erreichten eine weitere Untersuchung. In der dritten Instanz wurde Carter schließlich freigesprochen.

## Rezeption
Rüdiger Schaper schrieb im Juni 2020 über den Song: „Hurricane aus dem Jahr 1975 beschreibt den Rassismus der amerikanischen Polizei und Justiz so klar und brutal, dass man im Jahr 2020 seinen Ohren nicht traut.“

## Kommerzieller Erfolge

### Chartplatzierungen
Hurricane avancierte zum Charthit in Schweden (Rang 16), Belgien-Wallonien (Rang 21), Neuseeland (Rang 25), den Vereinigten Staaten (Rang 33), Deutschland (Rang 37), Vereinigtes Königreich (Rang 43) und Frankreich (Rang 158).
| ChartsChartplatzierungen       | Höchstplatzierung | Wochen |
| ------------------------------ | ----------------- | ------ |
| Deutschland (GfK)              | 37 (7 Wo.)        | 7      |
| Vereinigte Staaten (Billboard) | 33 (11 Wo.)       | 11     |
| Vereinigtes Königreich (OCC)   | 43 (4 Wo.)        | 4      |

### Auszeichnungen für Musikverkäufe
| Land/Region                  | Auszeichnungen für Musikverkäufe (Land/Region, Auszeichnung, Verkäufe) | Verkäufe |
| ---------------------------- | ---------------------------------------------------------------------- | -------- |
| Australien (ARIA)            | Gold                                                                   | 35.000   |
| Italien (FIMI)               | Gold                                                                   | 15.000   |
| Neuseeland (RMNZ)            | Platin                                                                 | 30.000   |
| Spanien (Promusicae)         | Gold                                                                   | 30.000   |
| Vereinigtes Königreich (BPI) | Silber                                                                 | 200.000  |
| Insgesamt                    | 1× Silber · 3× Gold · 1× Platin ·                                      | 310.000  |

Hauptartikel: Bob Dylan/Auszeichnungen für Musikverkäufe